# La Tuilière
La Tuilière település Franciaországban, Loire megyében. Lakosainak száma 273 fő (2022. január 1.). La Tuilière Laprugne, Arcon, Cherier, Saint-Just-en-Chevalet és Saint-Priest-la-Prugne községekkel határos.

## Népesség
A település népességének változása:
| Lakosok száma | 485  | 362  | 362  | 300  | 280  | 287  | 289  | 291  | 285  | 273  |
|               | 1968 | 1982 | 1990 | 2006 | 2013 | 2015 | 2017 | 2019 | 2020 | 2022 |